# プレシジョン・システム・サイエンス
プレシジョン・システム・サイエンス株式会社は、千葉県松戸市に本社を置く東京証券取引所グロース市場上場企業。遺伝子検査、タンパク質検査などの体外診断（IVD）における研究開発や、その実用化で用いられる自動化装置、その他理化学機器、ソフトウェアなどの開発および製造販売を行っている。
自動PCR検査装置が新型コロナウイルス感染の診断に各国で使用され、在日フランス大使からは感謝状が届いたが、日本では2020年6月現在まだ使われていない。

## 沿革
- 1985年7月 - 東京都板橋区に会社設立。
- 1986年9月 - 東京都府中市に本社移転。
- 1993年1月 - 東京都稲城市に本社移転。
- 2001年2月28日 - 大阪証券取引所ナスダック・ジャパンに上場。
- 2001年4月 - 千葉県松戸市に本社移転。
- 2010年10月12日 - 大阪証券取引所JASDAQ市場スタンダードに移行。
- 2013年7月16日 - 大阪証券取引所・東京証券取引所の株式市場の統合により東京証券取引所JASDAQ市場スタンダードに移行。
- 2015年9月18日 - 東京証券取引所マザーズ市場に市場変更。